# Derek Hood
Pour les articles homonymes, voir Hood.
Derek Hood, né  le 22 décembre 1976, est un ancien joueur américain de basket-ball. Il évolue au poste d'ailier fort et mesure 2,03 m.

## Carrière

### Universitaire
- 1996-1999 :  Razorbacks de l'Arkansas  (NCAA)

### Clubs
- 1999-2000 :  Charlotte Hornets (NBA)
- 2000-2000 :  Quad City Thunder  (CBA)
- 2000-2001 :  Pallacanestro Amatori Udine (LegA)
- 2001-2001 :  Knights de Kansas City (ABA)
- 2001-2003 :  Revelers de Mobile (D-League NBDL)
- 2003-2003 :  Toros de Aragua (LPB)
- 2003-2004 :  ASVEL Villeurbanne (Pro A)
- 2004-2005 :  Sun Kings de Yakima (CBA)